# Жигиново
Жигиново — деревня в Юсьвинском районе Пермского края.

## История
Впервые эта деревня была упомянута в 1782 года, как «Деревня над Родником», но в 1795 году она переименовалась в «Деревня над Родником, та ж Жиганово». Современное название «Жигиново» появилось после 1928 года.

## Сельское хозяйство
В деревне находились 2 фермы и 1 телятник, где работали 4 доярки. На всю деревню был один гусеничный трактор, но он принадлежал ферме, зато почти у каждой семьи была лошадь. Кругом болота и небольшие леса.
В деревне работала кузница, склад, сушилка, синельная мастерская и мастерская, где изготовляли подушки.

## Военное время
В годы войны с деревни ушли на фронт по неполным данным 37 человек.

## Население
| 2010 |
| ---- |
| 93   |